# 大垣市立江並中学校
大垣市立江並中学校（おおがきしりつ えなみちゅうがっこう）は、岐阜県大垣市にある市立中学校。

## 沿革
江並中学校は、1967年（昭和42年）に江東中学校と川並中学校を統合して開校した中学校である。統合した理由は、当時この地域の生徒数が減少したためである。昭和50年代に入り校区の生徒数が増加したため、校舎を増築している。
- 1967年（昭和42年）4月 - 大垣市立江東中学校と大垣市立川並中学校を統合し開校。旧・江東中学校を江東教室、旧・川並中学校を川並教室とする。
- 1968年（昭和43年）
  - 3月 - 現在地に校舎が完成。
  - 4月 - 校区が変更され、小泉町と直江町が東中学校校区に移る。
- 1978年（昭和53年） - 校舎を増築する。
- 1983年（昭和58年） - 校舎を増築する。
- 2004年（平成16年） - 屋内運動場が完成。

## 通学区域[1]
江並中学校、南中学校、東中学校の一部の通学区域は特別区域に指定されている。希望があればこれらの中学校から選択が可能である。
- 島里1丁目、2丁目、3丁目
- 釜笛1丁目、2丁目、3丁目、4丁目、5丁目
- 外渕1丁目、2丁目、3丁目、4丁目
- 川口1丁目、2丁目、3丁目、4丁目
- 内原1丁目、2丁目、3丁目
- 横曽根町
- 横曽根1丁目、2丁目、3丁目、4丁目、5丁目
- 浅草1丁目、2丁目、3丁目、4丁目
- 浅西1丁目、2丁目、3丁目、4丁目
- 浅中1丁目、2丁目、3丁目
- 昭和1丁目
- 平町
- 古宮町
- 米野町
- 米野町1丁目、2丁目、3丁目
- 深池町
- 牧新田町
- 難波野町
- 今福町
- 馬瀬町

### 特別区域
- 本来は江並中学校の通学区域だが、東中学校、南中学校への選択も可能な区域
  - 築捨町1丁目、2丁目、3丁目、4丁目、5丁目
  - 新田町1丁目、2丁目
  - 問屋町

- 本来は東中学校の通学区域だが、南中学校、江並中学校への選択も可能な区域
  - 二葉町3丁目（5から15）、4丁目、5丁目、6丁目、7丁目、8丁目
  - 羽衣町3丁目（4から14）、4丁目、5丁目、6丁目、7丁目、8丁目
  - 恵比寿町3丁目（3から11、16）
  - 恵比寿町北4丁目、5丁目、6丁目、7丁目、8丁目
  - 恵比寿町南4丁目、5丁目、6丁目、7丁目、8丁目
  - 花園町3丁目（4から9）、4丁目、5丁目、6丁目、7丁目、8丁目
  - 長井町
  - 江崎町
  - 長沢町1丁目、2丁目、3丁目、4丁目、5丁目、6丁目、7丁目、8丁目、9丁目、10丁目
  - 安井町1丁目、2丁目、3丁目、4丁目、5丁目、6丁目、7丁目
  - 新長沢町1丁目、2丁目、3丁目、4丁目、5丁目
  - 寿町
  - 小泉町
  - 直江町
  - 南頬町5丁目

- 本来は南中学校の通学区域だが、東中学校、江並中学校への選択も可能な区域
  - 東前町
  - 東前1丁目、2丁目、3丁目、4丁目、5丁目
  - 大井1丁目、2丁目、3丁目、4丁目
  - 禾森1丁目、禾森町2丁目、3丁目
  - 犬ケ渕町
  - 南頬町1丁目（144の1、145、146、147の1、148の1、149の1、167の1、168、169の1、185の2、185の4、186の1、186の2、186の4、187の1から187の4、188、189の1、189の2、195の1から195の3）、4丁目(59の1、60から62の1、62の3から62の6）
  - 田口町

## 進学前小学校
- 江東小学校
- 川並小学校通学区域のうち、小泉町及び直江町を除いた区域
- 安井小学校通学区域の一部（築捨町1丁目、2丁目、3丁目、4丁目、5丁目、新田町1丁目、2丁目、問屋町）

### 特別区域
- 希望があれば江並中学校への選択も可能。
  - 安井小学校通学区域の一部（二葉町3丁目（5から15）、4丁目、5丁目、6丁目、7丁目、8丁目、羽衣町3丁目（4から14）、4丁目、5丁目、6丁目、7丁目、8丁目、恵比寿町3丁目（3から11、16）、恵比寿町北4丁目、5丁目、6丁目、7丁目、8丁目、恵比寿町南4丁目、5丁目、6丁目、7丁目、8丁目、花園町3丁目（4から9）、4丁目、5丁目、6丁目、7丁目、8丁目、長井町、江崎町、長沢町1丁目、2丁目、3丁目、4丁目、5丁目、6丁目、7丁目、8丁目、9丁目、10丁目、安井町1丁目、2丁目、3丁目、4丁目、5丁目、6丁目、7丁目、新長沢町1丁目、2丁目、3丁目、4丁目、5丁目、寿町、小泉町、直江町、南頬町1丁目（144の1、145、146、147の1、148の1、149の1、167の1、168、169の1、185の2、185の4、186の1、186の2、186の4、187の1から187の4、188、189の1、189の2、195の1から195の3）、4丁目（59の1、60から62の1、62の3から62の6）、南頬町5丁目、東前町、東前1丁目、2丁目、3丁目、4丁目、5丁目、大井1丁目、2丁目、3丁目、4丁目、禾森1丁目、禾森町2丁目、3丁目、新田町1丁目、2丁目、築捨町1丁目、2丁目、3丁目、4丁目、5丁目、犬ケ渕町、田口町）

## 交通アクセス
- 名阪近鉄バス輪之内線、海津線「江並中前」バス停より徒歩約5分。